# August Förster
August Förster GmbH (celý název August Förster GmbH Kunsthandwerklicher Flügel- und Pianobau) je německá firma na výrobu klavírů se sídlem v saském městě Löbau.

## Historie

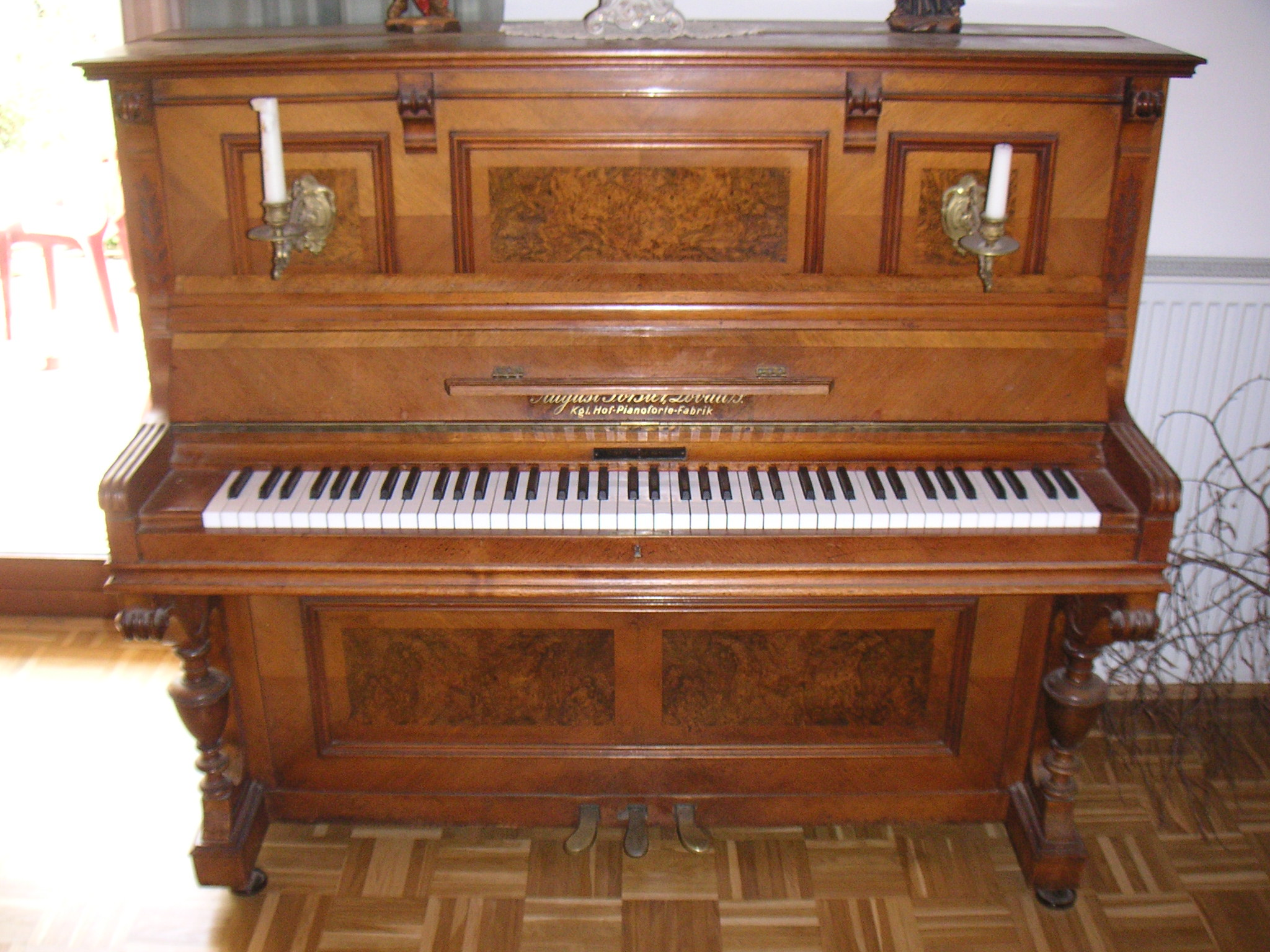
Pianino od firmy August Förster, Král. dvorního výrobce klavírů a pianin

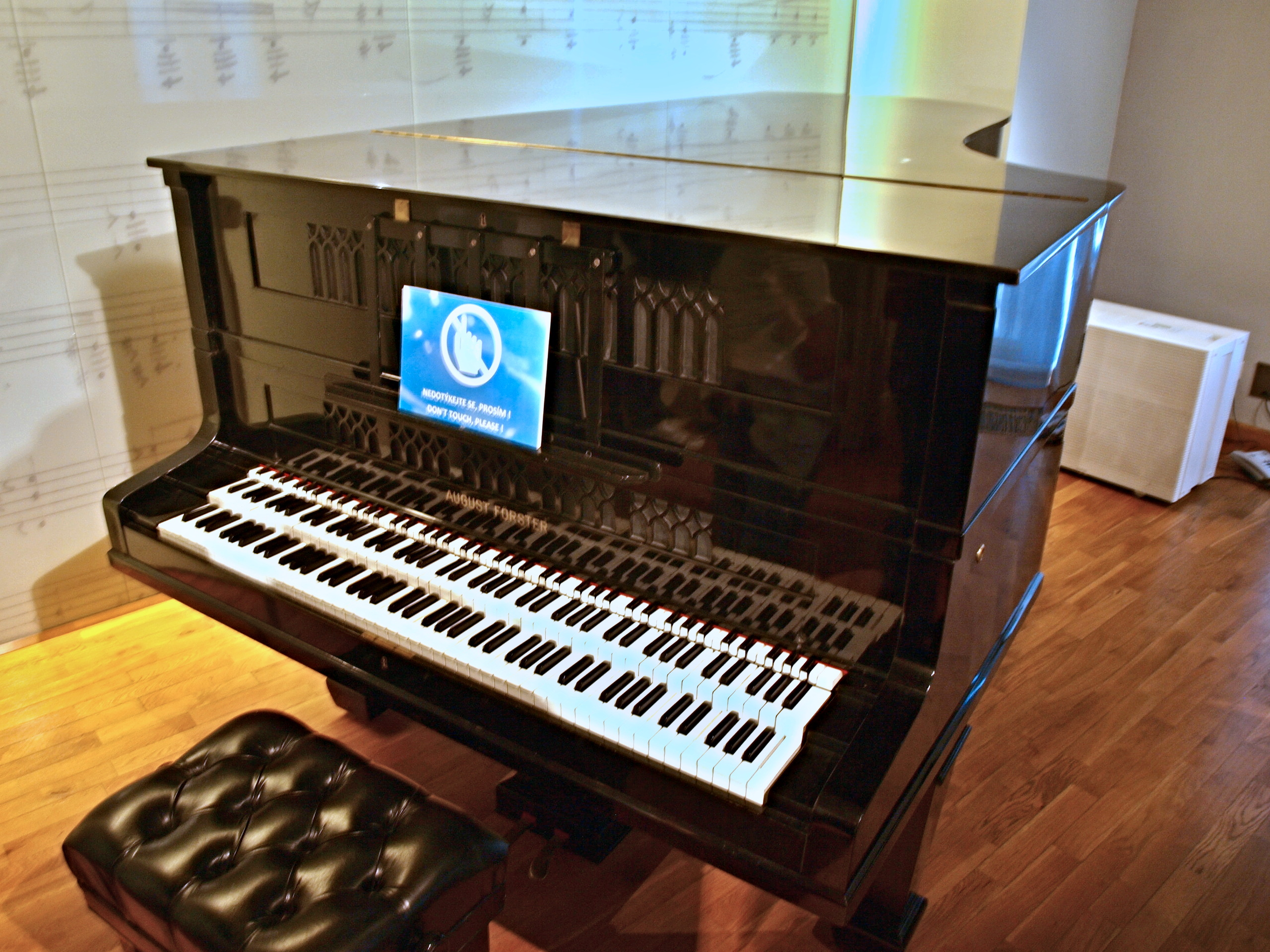
Čtvrttónový klavír v expozici Českého muzea hudby v Praze

Firma byla založena saským klavírářem a truhlářem Friedrichem Augustem Försterem (1829–1897) 1. dubna 1859 v Löbau. Po jeho smrti převzal vedení firmy jeho syn Cäsar Förster. Ten roku 1900 založil pobočku v severočeském Jiříkově (Georgswalde), která fungovala až do konce druhé světové války a roku 1945 byla čsl. vládou zabavena a zestátněna. V době socialismu ve zdejší továrně pokračovala výroba, kdy zde pod označením August Förster vyráběl nástroje český výrobce klavírů Petrof. Továrna v Löbau naproti tomu v době NDR roku 1972 převedena na VEB Flügel- und Pianobau Löbau. Od roku 1991 je podnik opět v rukou rodiny Försterových. Od roku 2008 ji řídí Annekatrin Förster.

## Nástroje
Výroba je ruční a 40 pracovníků firmy ročně vyrobí přibližně 260 nástrojů. Portfolio zahrnuje (stav z roku 2016) výrobu pianin ve třech výškách 116 cm, 125 cm a 134 cm a křídel ve čtyřech délkách 170 cm, 190 cm, 215 cm a 275 cm. Försterovy ozvučné skříně jsou dnes vyráběny ze dřeva smrku ztepilého (Picea abies), dováženého z Val di Fiemme jižním Tyrolsku (dnešní Itálie), z téhož zdroje, odkud dřevo pro své nástroje používal houslař Antonio Stradivari.

## Zvláštní konstrukce
Z historického hlediska jsou zajímavé nástroje z 20. a 30. let 20. století, kdy byl sestrojen např. elektrochord, několik vývojových stupňů čtvrttónových koncertních křídel a jeden čtvrttónový klavír, či šestinotónové harmonium, která se nacházejí ve sbírkách klávesových nástrojů Českého muzea hudby v Praze.